# Amine Miloudi

a Compétitions nationales et continentales officielles uniquement.

Amine Miloudi, né le 21 novembre 1995 à Perpignan, est un joueur de rugby à XIII français évoluant au poste d'arrière ou de demi d'ouverture. Au cours de sa carrière, il a évolué sous les couleurs des clubs de St-Estève XIII catalan puis de Limoux avec lequel il remporte deux titres de Championnat de France en 2016 et 2017, et enfin de Palau-del-Vidre à partir de 2018 avant de rejoindre Lézignan l'année suivante. Son frère, Hakim Miloudi, est également joueur de rugby à XIII.

## Biographie
Formé aux Dragons Catalans, il débute en Championnat de France sous les couleurs de l'équipe réserve Saint-Estève XIII catalan. Il change de code en septembre 2015 et rejoint les espoirs de l'USAP et le rugby à XV mais revient au bout de quelques mois au rugby à XIII en rejoignant en décembre 2015 Limoux. Avec ce dernier, il s'impose au poste d'arrière et est l'un des artisans de deux titres du Championnat de France en 2016 et 2017.

## Palmarès
- Vainqueur du Championnat de France : 2016 et 2017 (Limoux).
- Finaliste de la Coupe de France : 2016 (Limoux).

### En club
| Saison    | Club                      | Compétition           | Matchs | Points | Essais | Goals | Drops |
| --------- | ------------------------- | --------------------- | ------ | ------ | ------ | ----- | ----- |
| 2010-2011 | Saint-Estève XIII Catalan | Championnat de France | 5      | 20     | 5      | -     | -     |
| 2011-2012 | Saint-Estève XIII Catalan | Championnat de France | 14     | 24     | 6      | -     | -     |
| 2012-2013 | Saint-Estève XIII Catalan | Championnat de France | ?      | -      | -      | -     | -     |
| 2013-2014 | Saint-Estève XIII Catalan | Championnat de France | 3      | 4      | 1      | -     | -     |
| 2014-2015 | Expérience en XV          |                       |        | -      | -      | -     | -     |
| 2015-2016 | Limoux                    | Championnat de France | 9      | 23     | 3      | 5     | 1     |
| 2016-2017 | Limoux                    | Championnat de France | 15     | 78     | 5      | 28    | 2     |
| 2017-2018 | Palau                     | Championnat de France | 12     | 35     | 2      | 13    | 1     |
| 2018-2019 | Lézignan                  | Championnat de France | 11     | 71     | 13     | 9     | 1     |
| 2019-2020 | Lézignan                  | Championnat de France | 5      | 20     | 5      | -     | -     |
| 2020-2021 | Palau                     | Championnat de France | 7      | 24     | 3      | 6     | -     |